# Хатлонська область
Хатло́нська область (тадж. Вилояти Хатлон) — адміністративна одиниця Таджикистану, розташована на південному заході країни, центр — місто Бохтар. Має кордон з Узбекистаном і Афганістаном. Площа 24,6 тисяч км².
Область розташована на південних відрогах Гіссаро-Алая, в адміністративному відношенні розділена на 4 міста і 21 район. Клімат — континентальний.
Хатлон (Хутталон) — історична область на території Таджикистану, існувала приблизно в 690—948 роках. Свою назву отримала від племені ефталітів, які в V—VI століттях захопили Кушанське царство. За повідомленнями вірменських і візантійських рукописів того часу, західні народи називали ефталітів хайталами.
Хутталон досліджувався європейськими вченими з середини XIX століття у зв'язку з численними знахідками куфічних і саманідських (і в тому числі хуттальських) дирхемів в Росії і в країнах Північної та Східної Європи у складі скарбів срібла.
Область утворена у складі Таджицької РСР у вересні 1988 року в результаті об'єднання колишніх Кулябської і Курган-Тюбинської областей. До її складу увійшло також місто Норак. У 1990—1992 роках область не існувала — була розділена на Курган-Тюбинську і Кулябську. 1992 року вона була відновлена у своїх межах.

## Адміністративний поділ
Область поділяється на 21 район та 4 міст обласного підпорядкування:
| Район                       | Площа, км² | Населення, осіб (2010) | Населення, осіб (2013) | Центр                   | Селища | Дехоти | Нас. пункти |
| --------------------------- | ---------- | ---------------------- | ---------------------- | ----------------------- | ------ | ------ | ----------- |
| місто Куляб                 | 276        | 177800                 | 190600                 | Куляб                   | -      | 4      | 64          |
| місто Бохтар                | 10         | 74500                  | 77000                  | Бохтар                  | -      | -      | 1           |
| місто Нурек                 | 398        | 47900                  | 52300                  | Нурек                   | -      | 2      | 37          |
| місто Левакант              | 131        | 38000                  | 41100                  | Левакант                | -      | 2      | 14          |
| ім. Абдурахмоні Джомі       | 590        | 132300                 | 144700                 | імені Абдурахмоні Джомі | 1      | 7      | 77          |
| Балджувонський район        | 1330       | 23900                  | 25800                  | Балджувон               | -      | 5      | 83          |
| Вахський район              | 960        | 155800                 | 169200                 | Вахш                    | 2      | 5      | 91          |
| Восейський район            | 770        | 173700                 | 187300                 | Хульбук                 | 1      | 7      | 70          |
| Дангаринський район         | 2010       | 119700                 | 129800                 | Дангара                 | 1      | 8      | 76          |
| Джайхунський район          | 970        | 107800                 | 117000                 | Дусті                   | 1      | 5      | 45          |
| ім. Джалоліддіна Балхі      | 905        | 154200                 | 167500                 | Балх                    | 2      | 6      | 82          |
| Дустинський район           | 1240       | 87900                  | 95300                  | Джилікуль               | 1      | 5      | 56          |
| Кубодійонський район        | 1834       | 144900                 | 156900                 | Кубодійон               | -      | 7      | 43          |
| Кушонійонський район        | 580        | 212400                 | 231400                 | імені Ісмоїлі Сомоні    | 3      | 5      | 127         |
| ім. Мір Саїда Алії Хамадоні | 510        | 121500                 | 130100                 | Московський             | 1      | 7      | 56          |
| Мумінободський район        | 920        | 76200                  | 81600                  | Мумінобод               | 1      | 6      | 128         |
| Носірі Хісрава              | 810        | 29500                  | 32400                  | Бахор                   | -      | 3      | 12          |
| Пяндзький район             | 881        | 91600                  | 99200                  | Пяндж                   | 1      | 5      | 51          |
| Темурмаліцький район        | 1010       | 57500                  | 61700                  | Бахманруд               | 1      | 6      | 66          |
| Фархорський район           | 1183       | 134700                 | 144900                 | Фархор                  | 1      | 9      | 57          |
| Ховалінзький район          | 1738       | 47800                  | 51300                  | Ховалінг                | -      | 5      | 70          |
| Хуросонський район          | 890        | 89700                  | 97800                  | Обікіїк                 | 1      | 5      | 67          |
| ім. Шамсіддіна Шохіна       | 2280       | 44700                  | 47900                  | Шурообод                | -      | 7      | 109         |
| Шахрітуський район          | 1520       | 99500                  | 107700                 | Шахрітус                | 1      | 5      | 35          |
| Яванський район             | 930        | 174800                 | 191200                 | Яван                    | 2      | 7      | 70          |

81,77 % населення — таджики, 12,94 % — узбеки, 0,52 % — туркмени.